# Nicarete holorufa
Nicarete holorufa là một loài bọ cánh cứng trong họ Cerambycidae.